# Freixo de Numão
Freixo de Numão est une ville portugaise du district de Guarda, dans le concelho de Vila Nova de Foz Côa.

## Patrimoine
- sur le site de Prazo des ruines allant du Paléolithique au Haut Moyen Âge
- maison romaine transformée en église paléochrétienne
- sur le site de Rumanzil des ruines d'une villa romaine